# Suomenlinna
Suomenlinna (z fiń. „Twierdza Fińska”; szw. Sveaborg – „Twierdza Szwedzka”) – twierdza w Helsinkach, położona na grupie sześciu wysp niedaleko brzegu. Dawniej miała za zadanie bronić Helsinek od strony morza. 
Twierdza utraciła walory militarne, posiada jednak wielkie znaczenie kulturowe jako zabytek historyczny i atrakcja turystyczna. W 1991 r. została wpisana na listę światowego dziedzictwa UNESCO.
Wyspy te mają ok. 800 mieszkańców. Znajduje się na nich również muzeum wojskowe (jednym z eksponatów jest „Vesikko” – okręt podwodny z okresu II wojny światowej), morska szkoła wojskowa oraz wiele restauracji i kawiarni dla turystów.
Do Suomenlinny można dotrzeć promem z rynku głównego (Kauppatori).